# Bahreïn aux Jeux olympiques d'été de 2004
Bahreïn a participé aux Jeux olympiques d'été de 2004 à Athènes, avec une délégation de dix athlètes. Aucune médaille n'a été remportée par la délégation.

## Athlètes engagés

### Athlétisme
- Rakia Al-Gassra (100 m féminin)
- Riyadh Al-Mustafa (Marathon masculin)
- Nadia Ejjafini (Marathon féminin)
- Youssef Saad Kamel (800 m masculin)
- Rashid Ramzi (1 500 m masculin)
- Abdelhak Zakaria (5 000 m masculin)

### Natation
- Sameera Al-Bitar (50 m libre féminin)
- Hesham Al-Shehabi (100 m libre féminin)

### Navigation
- Sami Kooheji (Dériveur solitaire open Laser)

### Tir
- Khalid Mohamed (Pistolet à 10 m)